# Codruț Șereș
Ioan-Codruț Șereș (n 2 august 1969, la Zalău, Sălaj) este un politician român, senator în legislatura 2004-2008, ales în județul Maramureș pe listele partidului PC. Șereș a fost ministru al Economiei și Comerțului în cadrul guvernului Tăriceanu.
Pe 26 august 2008, Senatul României a aprobat începerea urmăririi penale a lui Codruț Șereș.

## Viața privată
Politicianul roman Codruț Șereș (numele complet este Ioan-Codruț Șereș) s-a născut în Zalău, județul Sălaj, la 02 august 1969. A absolvit în anul 1993 Academia Tehnică Militară și în perioada 1993-1999 a lucrat în Ministerul Apărării Naționale. A părăsit armata cu gradul de căpitan și a absolvit Academia de Științe Economice.

## Controverse
A lucrat la grupul de firme Grivco al lui Dan Voiculescu și în anul 2001 s-a înscris în P.U.R. A deținut funcțiile de șef al departamentului profesional de dezvoltare proiecte- în 2002, secretar general- în 2003, vicepreședinte al PUR- in 2004.
În 2004 a fost desemnat candidatul PUR pentru funcția de președinte al României dar, ca urmare a noii alianțe a partidului cu PSD, s-a renunțat la candidatura acestuia. Din 2005 PUR s-a transformat în Partidul Conservator iar Șereș este membru al acestui partid.
Tot în 2004 a devenit senator de Maramureș și în 2005- Ministru al Economiei și Comerțului în guvernul condus de Călin Popescu Tăriceanu.
În decembrie 2006 a început urmărirea penală împotriva lui Codruț Șereș în celebrul dosar al spionilor de la Ministerul Economiei și Comerțului și acesta a fost înlocuit cu Varujan Vosganian, Partidului Conservator (fost PUR) ieșind de la guvernare și Șereș recăpătându-și funcția de senator în Parlamentul României.
Codruț Șereș și fostul ministru al Comunicațiilor și Tehnologiei Informației, Zsolt Nagy, au fost trimiși, la data de 30 martie 2009, în judecată de procurorii Direcției de Investigare a Infracțiunilor de Criminalitate Organizată și Terorism (DIICOT), alături de alte patru persoane. Cei șase sunt acuzați pentru comiterea de activități ilicite cu caracter penal derulate în legătură cu privatizarea Electrica Muntenia Sud, vânzarea unui pachet de 8% din acțiunile Petrom, procese de privatizare/restructurare a Romaero București și SC Avioane Craiova, adjudecarea licitației pentru asigurarea consultanței în vederea restructurării și privatizării CN Poșta Română, selectarea prin licitație a consultantului internațional pentru listarea la Bursă a pachetului de 46% din acțiunile deținute de statul român la Romtelecom. Potrivit DIICOT, fostul ministru al Economiei, Codruț Șereș, a căutat sprijin pentru menținerea în funcție prin intervenții la nivelul principalilor operatori de pe piața țițeiului și gazelor, după ce s-au făcut publice condițiile nefavorabile în care România importă gaze naturale de la Gazprom. Procurorii susțin și că Șereș a cerut sprijin de la Gaz de France pentru menținerea în funcția de ministru. Dosarul de începere a urmăririi penale a fost deschis încă din anul 2007, în care era urmărit și cetățeanul bulgar Stamen Stantchev. Acuzațiile aduse atunci (în 2007) erau: trădare, spionaj și apartenență la un grup criminal organizat.

## Condamnări penale
Codruț Șereș a fost condamnat definitiv la patru ani și opt luni de închisoare cu executare, pentru trădare prin transmitere de secrete, în 2015.
Codruț Șereș a fost condamnat definitiv la 4 ani de închisoare cu executare în dosarul Hidroelectrica în 2016.
A fost eliberat condiționat în  februarie 2018.